# Tiphia cinchonae
Tiphia cinchonae (лат.) — вид ос рода Tiphia из семейства Tiphiidae (Hymenoptera). Индия, Таиланд. 

## Описание
Жалящие перепончатокрылые. Длина тела 5,5—6,0 (самки) и 8,5—11,6 (самцы) мм. Дорсальный пронотальный киль самца резко выражен с примыкающими гребнями; срединное расширение наличника выемчатое; боковая сторона переднеспинки с неясной трансдискальной бороздкой; мезоскутум и метанотум с крупными, слитными точками; верхняя часть боковой стороны проподеума с сильными широко расставленными бороздками; маргинальная ячейка переднего крыла значительно длиннее второй кубитальной ячейки в апикальном продолжении. Дорсальная сторона пронотума самки с полным поперечным килем; латеральная сторона пронотума с чёткой отчетливой трансдискальной бороздкой; дорсальная сторона проподеума с сильным субмаргинальным килем; дорсальная сторона проподеума снаружи ареолы сетчатая; киль проподеальной ареолы окаймлен неясными впадинами; метанотум с мелкими точками; задний базитарзус без бороздки; переднее крыло гиалиновое, маргинальная ячейка переднего крыла без терминальной шпоры, вторая кубитальная ячейка с прямой шпорой. Личинки предположительно, как и близкие виды, паразитируют на пластинчатоусых жуках (Scarabaeidae, Rutelidae, Cetoniinae). Вид был впервые описан в 1975 году американским энтомологом Гарри Виллисом Алленом (1892—1981), а его валидный статус подтверждён в 2022 году.